# وزارت نیروی هوایی بریتانیا

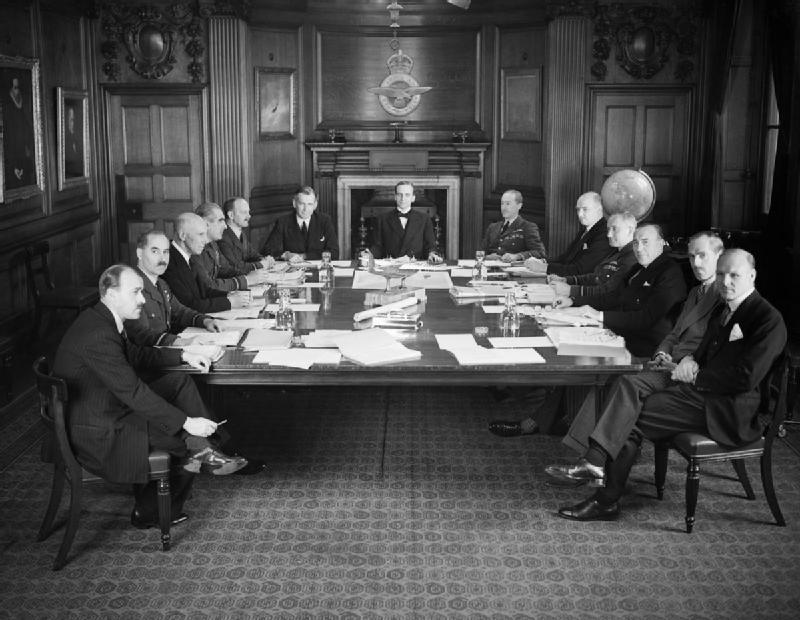
وزارت نیروی هوایی بریتانیا

وزارت نیروی هوایی بریتانیا (به انگلیسی: Air Ministry) یکی از وزارتخانه‌های دولت بریتانیا بود که با فعالیت بین سال‌های ۱۹۱۸ تا ۱۹۶۴، مسئولیت اداره امور نیروی هوایی بریتانیا را داشت.